# Attributie (psychologie)
De attributietheorie is een theorie uit de sociale psychologie die de wijze wil begrijpen waarop mensen het gedrag van zichzelf en van anderen verklaren in termen van oorzaak en gevolg, en hoe dit van invloed is op hun motivatie. De Oostenrijkse Amerikaan Fritz Heider was hiervan in 1958 een belangrijke grondlegger.
De theorie verdeelt de manier waarop mensen attribueren (dat wil zeggen oorzaken toekennen) in twee typen:
- Van externe attributie is sprake als oorzaken worden gezien als liggend buiten de betrokkene. Wanneer iemand zakt voor een examen dan is de uitspraak “dat komt doordat de verwarming zo hoog stond dat ik me niet kon concentreren” een voorbeeld van externe attributie;
- Van interne attributie is sprake als oorzaken worden gezien als liggend binnen de betrokkene. Wanneer iemand zakt voor een examen dan is de uitspraak “dat komt doordat ik te dom ben voor dit examen” een voorbeeld van interne attributie.

Mensen hebben de neiging om te attribueren op een wijze die prettig is voor het eigen zelfbeeld. Bij prettige gebeurtenissen wordt er meestal intern geattribueerd, terwijl bij vervelende gebeurtenissen meestal extern geattribueerd wordt. Deze vertekening van de attributie wordt de zelfbedieningstendens genoemd.
Daarnaast kan er volgens Heinz ook een onderscheid gemaakt worden tussen stabiele en instabiele attributies:
- Van een stabiele attributie is er sprake wanneer de verklaring bij een volgende situatie opnieuw opgaat. Dit betekent dus dat de oorzaak steeds aanwezig zal zijn.
- Van een instabiele attributie is er sprake als de oorzaak enkel in dit ene geval opgaat. Deze verklaring zal in latere situaties niet meer van toepassing zijn.

Attributie kan problematisch zijn, als de persoon ermee aan zelfsabotage doet, vanwege (tijdelijke) minderwaardigheidsgevoelens. Vervelende gebeurtenissen worden dan intern in plaats van extern geattribueerd en prettige gebeurtenissen extern in plaats van intern. Een stabiele attributie kan ervoor zorgen dat de persoon geen uitweg meer ziet in de situatie. 
Psychologische onderzoeken hebben uitgewezen dat mensen vrijwel automatisch attribueren in gedachten en (roddel)gesprekken over anderen en daaraan conclusies verbinden over hun persoonlijkheid.

## Vertekeningen in de attributie
Er kunnen verschillende fouten worden gemaakt in de attributie. Het gaat er dan om dat de attributie verkeerdelijk intern of extern gelegd wordt. Dit kan een bewuste beslissing zijn, maar meestal gaat het over een onbewuste reactie.
Een veelvoorkomende fout die wordt gemaakt is de fundamentele attributiefout: mensen zijn geneigd om het gedrag van anderen a priori intern te attribueren. Alleen wanneer een externe verklaring zich opdringt of wanneer het intern attribueren zo goed als onmogelijk is, wordt het gedrag extern geattribueerd.
Een tweede fout die gemaakt wordt is net de tegengestelde van de fundamentele attributiefout. Het actor-observatoreffect stelt dat mensen hun eigen gedrag extern attribueren. Een eerste reden die hiervoor wordt gegeven is die van de zelfbescherming. Alhoewel deze niet de volledige verklaring kan geven, want mensen gaan eveneens hun positief gedrag extern attribueren. Een tweede reden die wordt gegeven is dat de cognitieve factor een rol speelt. Dit betekent dat men meer weet heeft van de externe factoren en er daardoor beter rekening mee gaat houden. Een laatste verklaring ligt in de positie van waaruit men het gedrag bekijkt. Wanneer men zelf het gedrag stelt, richt men zijn blik meer op de omgeving, terwijl wanneer er iemand geobserveerd wordt de blik op die persoon wordt gericht.